# Associazione Calcio Cesena 1949-1950
Questa voce raccoglie le informazioni riguardanti l'Associazione Calcio Cesena nelle competizioni ufficiali della stagione 1949-1950.

## Rosa
| N. |                   | Ruolo | Calciatore          |
| -- | ----------------- | ----- | ------------------- |
|    | Italia (bandiera) | C     | S. Antonelli        |
|    | Italia (bandiera) | A     | Giancarlo Bolognesi |
|    | Italia (bandiera) | A     | Emilio Barbero      |
|    | Italia (bandiera) | C     | Emilio Bonci        |
|    | Italia (bandiera) | C     | R. Bonci            |
|    | Italia (bandiera) | D     | G. Busi             |
|    | Italia (bandiera) | C     | S. Casadei          |
|    | Italia (bandiera) | A     | L. Emiliani         |

| N. |                   | Ruolo | Calciatore       |
| -- | ----------------- | ----- | ---------------- |
|    | Italia (bandiera) | A     | Sergio Geminiani |
|    | Italia (bandiera) | C     | R. Lambertini    |
|    | Italia (bandiera) | A     | G. Matteucci I   |
|    | Italia (bandiera) | A     | P. Matteucci II  |
|    | Italia (bandiera) | C     | Enrico Pratesi   |
|    | Italia (bandiera) | P     | Carlo Rognoni    |
|    | Italia (bandiera) | D     | F. Severi        |
|    | Italia (bandiera) | C     | Leo Zavatti      |